# Artaxata

Artaxata en Armenia

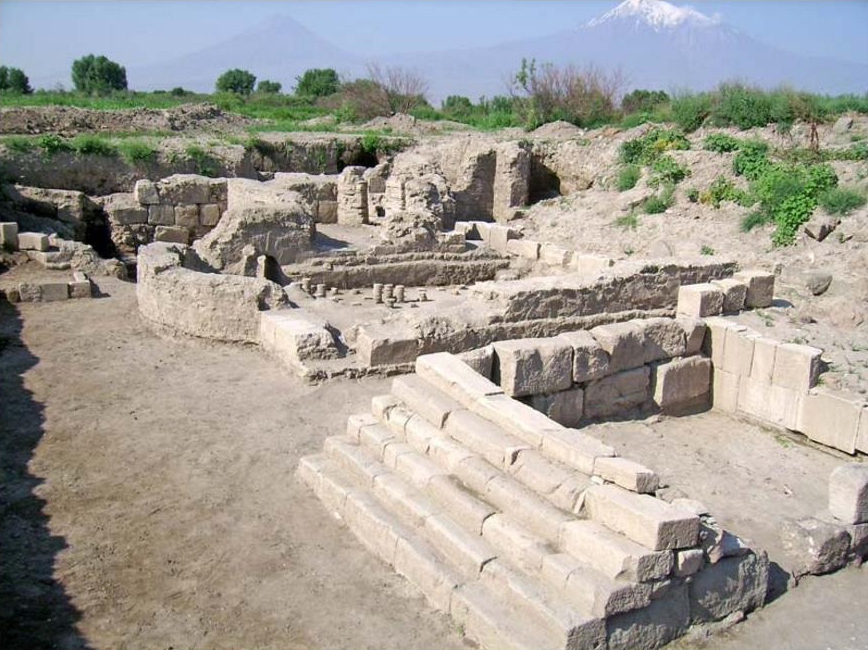
Baños públicos

Artashat (en armenio: Արտաշատ), helenizada como Artaxata (en griego: Ἀρτάξατα) y Artaxiasata (en griego antiguo: Ἀρταξιάσατα), fue una gran ciudad comercial y la capital de la antigua Armenia durante el reinado del rey Artaxias I; el fundador de la Dinastía artáxida del  antiguo Reino de Armenia. El nombre de la ciudad deriva de  idiomas iranios y significa la «alegría de Arta». Fundada por el Rey Artaxias I en el año 176 AC, Artaxata sirvió como las capital del  Reino de Armenia antiguo desde 185 a. C. hasta 120 d. C., y fue conocida como la Vostan Hayots que significa corte/sello de los armenios.

## Historia

### Antigüedad
El rey  Artaxias I fundó Artashat en el año 176 a. C. en el cantón Vostan Hayots dentro de la histórica provincia de  Ayrarat, en el punto donde el río Araks se unió al río Metsamor durante esa antigua era, cerca de las alturas de Khor Virap. La historia de la fundación es dada por el historiador armenio Moisés de Corene del siglo quinto: Artashes viajó al lugar de la confluencia del Yeraskh y el Metsamor y, como le gustaba la posición de las colinas [adyacentes al Monte Ararat], la eligió como ubicación de su nueva ciudad, dándole su nombre.. Según los relatos de los historiadores griegos Plutarco y Estrabón, se dice que Artashat fue elegida y desarrollada por consejo del general Aníbal:

Se dice que Aníbal el cartaginés, después de que Antíoco fuera conquistado por los romanos, lo dejó y fue a Artaxias el armenio, a quien dio muchas sugerencias e instrucciones excelentes. Por ejemplo, observando que una parte del país que tenía las mayores ventajas y atracciones naturales estaba ociosa y descuidada, trazó un plan para una ciudad allí, y luego llevó a Artaxias [Artashes] al lugar y le mostró sus posibilidades, y le instó a emprender la construcción. El rey estaba encantado y le rogó a Aníbal que dirigiera la obra él mismo, con lo que surgió una ciudad muy grande y hermosa que fue nombrada en honor al rey y proclamada capital de Armenia.

Sin embargo, los historiadores modernos argumentan que no hay evidencia directa que apoye lo anterior. Algunas fuentes también han indicado que Artashes construyó su ciudad sobre los restos de un antiguo asentamiento Urartu. Estrabón y Plutarco describen Artashat como una gran y hermosa ciudad y la llaman "la Cartago armenia". Un punto focal de la cultura helenística, el primer teatro de Armenia fue construido aquí. Movses Khorenatsi señala que además de numerosas cobre estatuas paganas de los dioses y diosas de Anahit, que fueron traídos desde el centro religioso de Bagaran (ciudad antigua) y otras regiones a la ciudad, los judíos de la antigua capital armenia de Armavir fueron reubicados en Artashat.
Artashes también construyó una ciudadela (que más tarde se llamó Khor Virap y ganó prominencia como el lugar donde Gregorio el Iluminador iba a ser encarcelado por Tiridates III de Armenia) y añadió otras fortificaciones, incluyendo un foso. Dada la posición estratégica de la ciudad en el valle del Araks, Artashat pronto se convirtió en un centro de actividad económica y comercio internacional floreciente, vinculando a Persia y Mesopotamia con el Cáucaso y Asia Menor. Su riqueza económica se puede medir en las numerosas casas de baños, mercados, talleres y edificios administrativos que surgieron durante el reinado de Artashes I. La ciudad tenía su propio tesoro y costumbres. El anfiteatro de Artashat fue construido durante el reinado del rey Artavasdes II (55-34 A.C.). Los restos de las enormes murallas que rodean la ciudad construidas por el Rey Artashes I se podían encontrar en la zona.

### Guerra contra los romanos y los persas

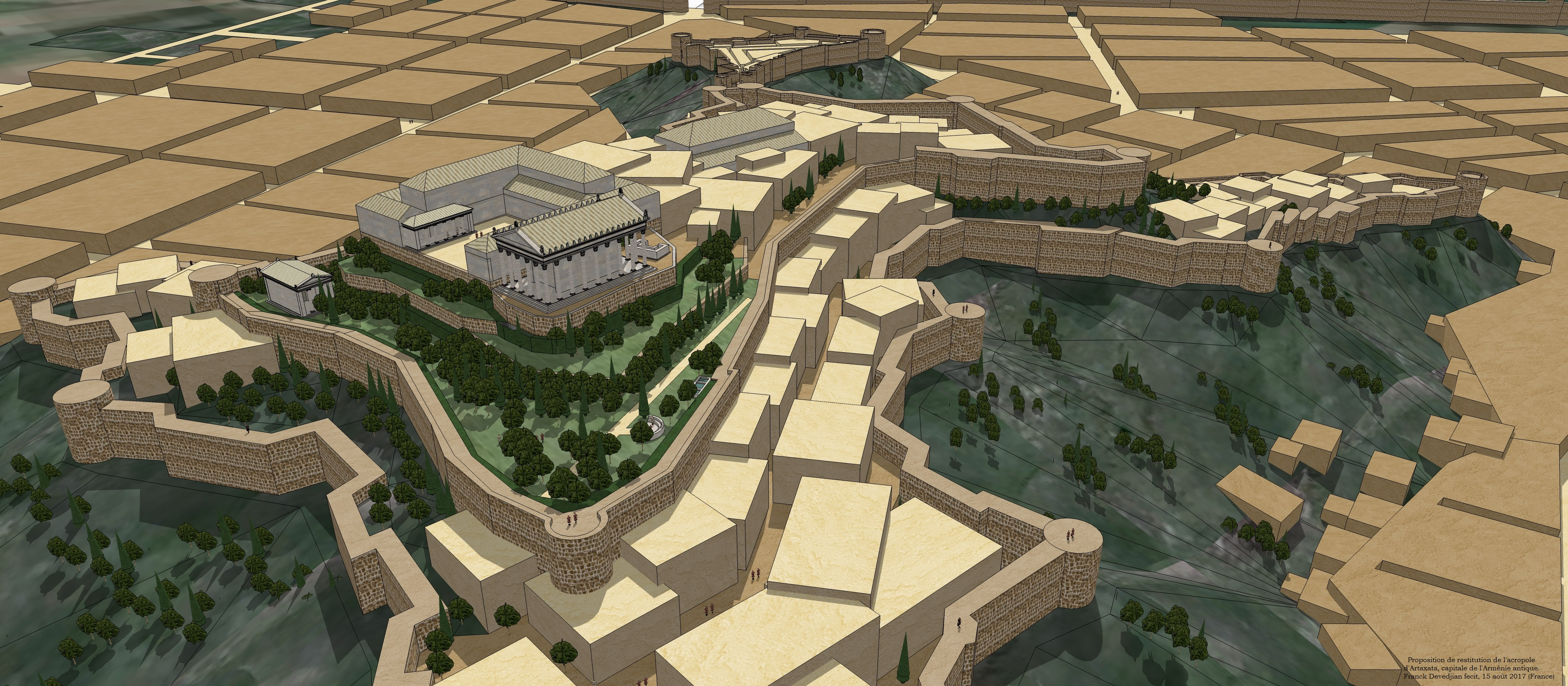
Maqueta de la Acrópolis de Artaxata

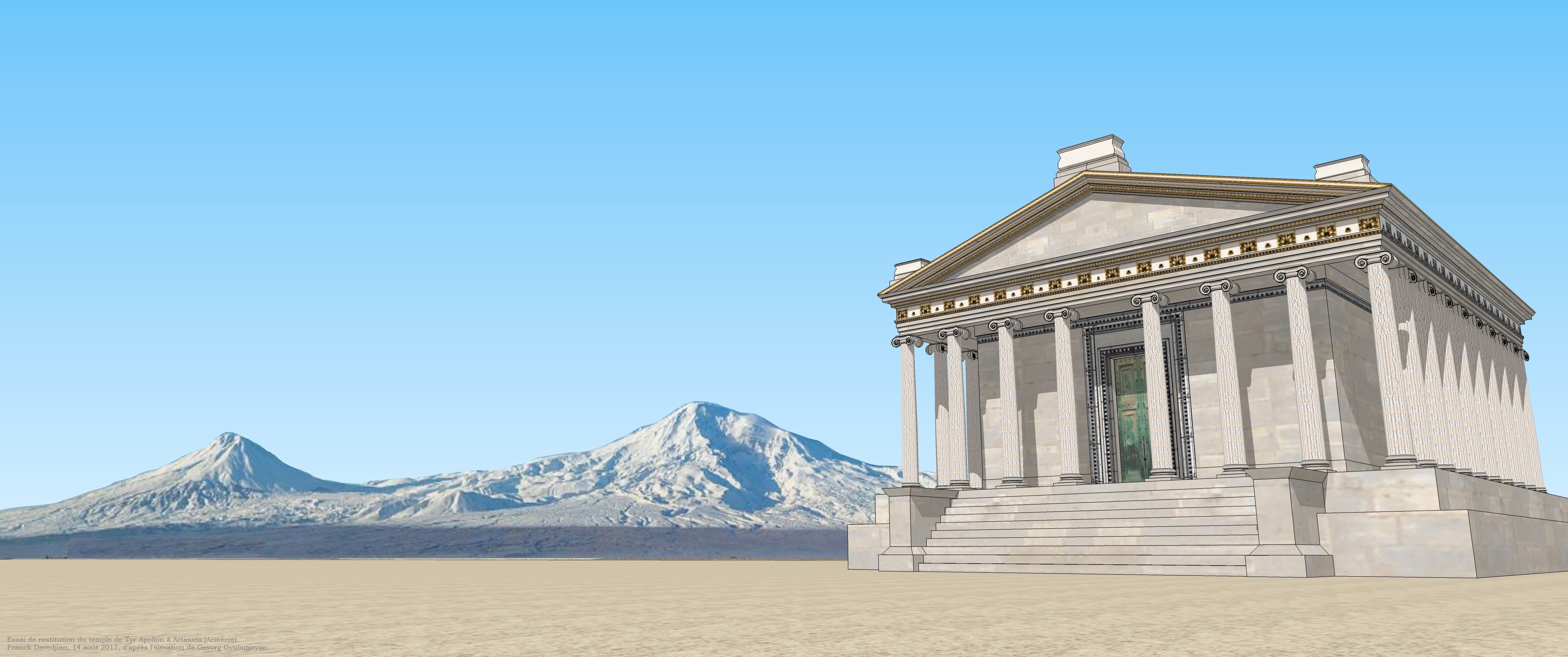
Un intento de restaurar el templo de Tir Apollo en Artaxata, ubicado en la ciudad baja, cerca del río Aras

Durante el reinado de Tigranes II, el reino armenio se expandió y conquistó muchos territorios en el sur y el oeste, llegando finalmente al Mar Mediterráneo. Debido a la lejanía de Artashat en el contexto más amplio del imperio, Tigranes construyó una nueva capital llamada Tigranocerta. Sin embargo, en el 69 el general romano Lúculo invadió Armenia,  derrotó las fuerzas de Tigranes en las afueras de Tigranocerta, y saqueó la nueva capital. Mientras las acosadas fuerzas romanas continuaban moviéndose hacia el noreste en busca del rey armenio, tuvo lugar una segunda batalla importante, esta vez en Artashat donde, según fuentes romanas,  Tigranes II fue derrotado una vez más. Artashat fue restaurada como capital de Armenia en el 60 a. C.
Sin embargo, la ciudad siguió siendo un objetivo militar muy disputado durante los dos siglos siguientes. Fue ocupada por las legiones del general romano Cneo Domicio Corbulón, que la arrasó en el 59 d. C. como parte de la primera y breve conquista romana de Armenia. Después de que el emperador Nerón reconociera a Tiridates I como rey de Armenia en el 66, le concedió 50 millones de sestercios y envió arquitectos y expertos en construcción para ayudar en la reconstrucción de la ciudad en ruinas. La ciudad fue temporalmente rebautizada como Neronia, en honor a su patrocinador, Nerón.

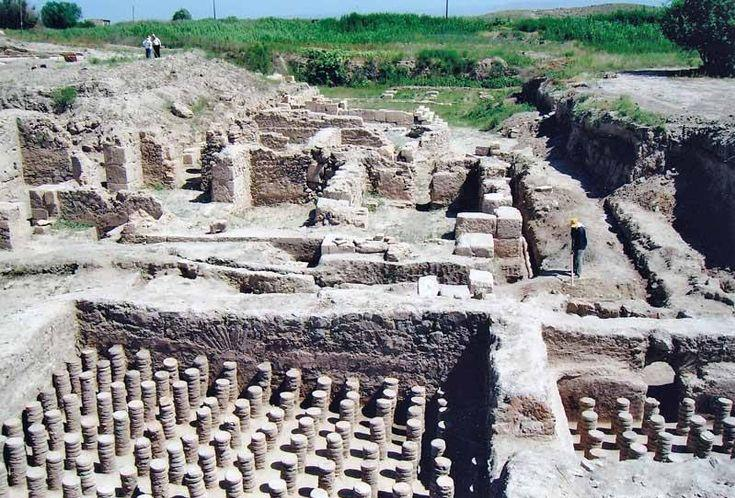

Artashat siguió siendo la capital de Armenia hasta el año 120 cuando la sede del poder se trasladó a Vagharshapat durante el reinado de Vologases III de Partia 117/8–144. Después de su muerte, los romanos liderados por [Marco Estacio Prisco] invadieron Armenia y destruyeron Artashat en el año 162 d. C. Las excavaciones arqueológicas realizadas durante la época [soviética] descubrieron una inscripción [latina] con los títulos completos del emperador [Trajano] que probablemente estaba inscrita en el palacio del gobernador, y que data del primer cuarto del siglo II.<Artashat siguió siendo uno de los principales centros políticos y culturales de Armenia hasta el año 369, cuando fue completamente destruida por el ejército invasor del rey Shapur II.
En el año 449, justo antes de la Batalla de Avarayr, la ciudad fue testigo de la reunión del Consejo de Artashat, donde los líderes políticos y religiosos de la Armenia cristiana se reunieron para discutir las amenazas del rey sasánida Yazdegerd II. Sin embargo, tras perder su condición de capital a favor de Vagharshapat y más tarde a favor de Dvin, Artashat fue perdiendo gradualmente su importancia.
La ubicación exacta de la antigua Artashat fue identificada durante los años 20, con excavaciones arqueológicas a partir de 1970.  El sitio arqueológico está 8 km al sur de la moderna ciudad de Artashat, cerca del monasterio de Khor Virap.

### Período soviético e independencia
La moderna ciudad de Artashat fue fundada por el gobierno soviético en 1945, 8 km al noroeste de la ciudad antigua, dentro de la  SSR armenia. Se le dio el estatus de comunidad urbana con la fusión de tres pueblos, Ghamarlu Superior, Ghamarlu Inferior y Narvezlu.
La ciudad creció gradualmente como un centro industrial durante el período soviético, principalmente en la esfera de la elaboración de alimentos y la producción de materiales de construcción.
En 1995, con la nueva ley de la administración territorial de la República de Armenia, Artashat se convirtió en el centro provincial de la recién creada Provincia de Ararat.